# Liophloeus
Genre
Liophloeus est un genre d'insectes coléoptères de la famille des Curculionidae, de la sous-famille des Entiminae, de la tribu des Polydrusini.

## Description
Les espèces de ce genre sont caractérisées par leur taille relativement importante, leur absence d'ailes et la forme élargie du tiers postérieur de leur corps.

## Sous-genres et quelques espèces
- Liophloeodes Weise, 1894
- Liophloeus Germar, 1824
  - Liophloeus alpestris Tournier, 1874
  - Liophloeus kiesenwetteri Tournier, 1889
  - Liophloeus laevifrons Petri, 1912
  - Liophloeus ophthalmicus Stierlin, 1889
  - Liophloeus paulinoi Desbrochers, 1875
  - Liophloeus pupillatus Apfelbeck, 1928
  - Liophloeus tessulatus (Müller, 1776) Bedel, 1886

## Taxonomie
Ce genre était rangé avant Germar dans le genre Curculio, l'espèce type étant Curculio nubilus Fabricius (1776) devenue Curculio tessulatus Müller (1776), aujourd'hui Liophloeus tessulatus.
Synonymes
- Gastrodus Dejean, 1821
- Oligocys Gistel, 1856